# Madonna mit den Nelken
Die Madonna mit den Nelken (auch: Madonna dei Garofani) ist eines der bekanntesten Bilder von Raffael, ca. 1505 gemalt in der Phase, in der er gut ein Dutzend Werke für die Herrscherfamilie seiner Heimatstadt Urbino, die della Rovere, schuf – Nachfolger der Montefeltri durch Adoption und mit Julius II seit November 1503 auch den amtierenden Papst, Giuliano della Rovere stellend – und auch wie wir von Vasari wissen mehrfach Florenz besuchte.

## Beschreibung
Raffael stellt eine relativ junge Maria dar, auf deren Schoß das Christuskind auf einem Kissen sitzend an sein zukünftiges grausames Schicksal der Passion erinnert wird. Sie reicht ihm dunkelrosafarbene Nelken, die der Knabe entgegennimmt. In der Marienikonographie bedeuten Nelken wegen ihrer Form, die an einen Nagel erinnert und der Farbe einen Hinweis auf die Passion Christi. Trotz dieses tiefernsten Kontextes erscheinen beide überraschend wohlgelaunt, Maria hat unüblich für Raffael sogar den Mund geöffnet und man erkennt ihre Zähne in einem Lächeln.
Mutter und Kind sitzen auf einer Bank vor einer Maueröffnung, hinter der sich ein von Säulen begrenzter Alkoven befindet, aus dem sich der Blick auf einen benachbarten Hügel mit einem kleinen Kastell, hier als Burgruine romantisiert, öffnet. Den Hügel hinauf führt ein Weg. Womöglich ein Symbol für das Ende der paganen Welt mit der Geburt Jesu. Oder aber ein realer Ort mit Allusion im Jahre 1505 real existierender Personen.

## Geschichte
Die Maria mit dem Kinde und den Nelken ist in der Kunstwelt auch als Madonna mit den Nelken bekannt. Das Bild ist womöglich angeregt durch die bekannte Madonna Benois von Leonardo da Vinci. Das in der alten Literatur genannte Bild war der Fachwelt lange Zeit nur durch zahlreiche Kopien bekannt und galt als verschollen, bis zu Beginn der 1990er Jahre die vorher ebenfalls als Kopie angesehene Version in der Sammlung des Duke of Northumberland von Nicholas Penny als vermutliches Original erkannt und publiziert wurde. In der Folge schlossen sich ihm zahlreiche namhafte Kunsthistoriker wie Hugo Chapman, David Alan Brown und Everett Fahy an. Der nicht minder namhafte Columbia-Professor James Beck identifizierte das Bild allerdings als ein Werk des römischen Neoklassizisten und bekannten Raphael-Kopisten Vincenzo Camuccini, in dessen Sammlung das aus der Collectione Barberini erworbene Werk sich nach dem Tod seines Kunsthändler-Bruders, des legendär umtriebigen Pietro Camuccini, befand und dessen Sohn es nach seinem Ableben in einem Konvolut von 74 Bildern nach Schottland verkaufte. Einen letztendgültigen Beweis hierfür blieb Beck schuldig. Diesen Beweis publizierte im Juni 2025 der Beck-Schüler Jan Sammer. Eine Tuschezeichnung der Meisterschülerin der Münchner Akademie Electrine von Freyberg, geb. Stuntz, angefertigt im Dezember 1821 in den Räumen Camuccinis von der Nelkenmadonna, zeigt zwar bis ins Detail identischen Faltenwurf, aber auffällig differierende Gesichtszüge bei Maria und dem Kind wie auch ein leicht geändertes Kastell vor dem Fenster. Das Kastell entspricht mehr dem in französischen Stichen des Bildes im 17. Jahrhundert gezeigten in militärischem Gebrauch befindlichen Turm der Fortezza Albornoz gegenüber dem Palazzo Ducale in Urbino, Sitz der della Rovere und Heimatort Raffaels. Das Antlitz Mariae entspricht Raffaels Stil dieser Jahre, wohingegen die Londoner Kopie mit ihren aufgeschwemmten Gesichtszügen, dem fast quadratischen Kopf mit geraden Haaransätzen und einem unnatürlich nach hinten gewinkelten Ohr typische neoklassizistische Manierismen aus Vincenzo Camuccinis Werken aufnimmt. Offenbar kopierte Electrine 1821 den echten Raffael, der aber vor 1832 – eine Vibert-Kopie des Londoner Bildes – an einen unbekannten Käufer verkauft wurde und als derzeit verschwunden angesehen werden muss.
Das Bild befand sich nach Angaben der Brüder Camuccini in mehreren italienischen und französischen Sammlungen, bevor es 1828 von dem Maler, Kunstkenner und -händler Vincenzo Camuccini erworben wurde. Puddu widerlegt dies als Legende im Burlington Magazine – laut den von ihm ausgewerteten Unterlagen erwarb Pietro das Bild 1813 in Rom und verschwieg dies wegen einer Erbauseinandersetzung der Vorbesitzer. Aus der Sammlung der Brüder Camuccini bzw. dem Nachlass erwarb es 1853 Algernon, der 4th Duke of Northumberland. Es verblieb als Kopie nach Raffael in der Sammlung bis 1991. Nach der Entdeckung als vermeintlich originales Werk Raffaels wurde das Bild vom 10th Duke of Northumberland der Londoner National Gallery als langfristige Leihgabe zur Verfügung gestellt. Nachdem 2002 das J. Paul Getty Museum in Los Angeles sein Interesse am Erwerb des Bildes bekundete, setzte im Vereinigten Königreich eine umfangreiche Spendenaktion ein, um das Bild für das Land zu retten. Mit Hilfe zahlreicher Fonds von Stiftungen und privater Spenden sowie großzügigen Steuererlässen konnte das Bild im Jahr 2004, für die Summe von 35 Millionen £ (22 Mio. in bar zzgl. 13 Mio. Steuererleichterungen) für die National Gallery erworben werden.
Nach dem Ankauf des Bildes wurden zahlreiche Stimmen laut, nach denen es sich bei dem Bild doch um eine Kopie handelt. Dem widersprach die National Gallery vehement und veröffentlichte umfangreiche Gutachten, die die Echtheit des Bildes bestätigen sollten.